# Навальний Олексій Анатолійович
Олексі́й Анатолійович Нава́льний (рос. Алексей Анатольевич Навальный; нар. 4 червня 1976, Бутинь, Московська область, РРФСР — 15 лютого або 16 лютого 2024, Лабитнангський міський округ, Ямало-Ненецький автономний округ, Росія) — російський опозиційний політик, громадський діяч і юрист українського походження. Став відомим як організатор демонстрацій проти корупції в Росії, а також проти президента Путіна і його уряду. Лауреат Премії імені Сахарова 2021 року.
Wall Street Journal описав Навального як «людину, яку Путін боїться найбільше».
Писав колонки в ЗМІ, зокрема в російський Forbes. Газета Ведомости назвала Навального переможцем у номінації Персона року — 2009. Навальний став World Fellow в Єльському університеті, де він пів року навчався за програмою «Yale World Fellows».
За підсумками 2011 року компанія «Медіалогія» назвала Навального найцитованішим російським блогером із більш як дворазовим відривом від другого і десятиразовим відривом від третього місць у відповідному рейтингу.
19 грудня 2014 російська прокуратура зажадала 10 років позбавлення волі для Навального у так званій «справі Ів Роше», за якою політик і його брат Олег звинувачуються в розкраданні та подальшій легалізації грошових коштів французької фірми «Ів Роше Схід». В останньому слові на суді Олексій відкинув висунуті йому обвинувачення. 30 грудня 2014 суд засудив Олексія Навального до 3 років і 6 місяців умовно. Одночасно його брат Олег по тій же справі отримав такий самий, але вже реальний термін, вийшовши на волю лише в червні 2018 року.
20 серпня 2020 року був отруєний у літаку з Томська до Москви, впав у кому. 24 серпня був перевезений у берлінську клініку «Шаріте» на лікування. 23 вересня його виписали із лікарні, а 17 січня 2021 повернувся до Росії. Його було затримано в аеропорті, що спричинило масові протести.
Коли Росія почала стягувати війська до кордону з Україною 22 грудня 2021 року команда Навального опублікувала розслідування про Олександра Бородая (ватажка «ДНР»), закликаючи росіян не брати участь у бойових діях проти України.
Знаходячись у в'язниці в тому числі за звинуваченням у "дискредитації" ЗС РФ (антивоєнній позиції та визнанні злочинів Росії проти України) незважаючи на катування з боку керівництва колонії 2022 і 2023 року (тримання у нестерпних умовах, відсутність нормального сну, відмова у медичній допомозі тощо) вкотре оголосив на слуханнях суду що він виступає проти війни з Україною.

## Біографія
Народився 4 червня 1976 року у військовому містечку Бутинь Одинцовського району Московської області РРФСР.

### Хронологічна таблиця
| 1993 — 2000       |  | 1993              |  | Закінчив школу |
|                   |  | 1993 — 1998       |  | Студент юридичного факультету Російського університету дружби народів; робота в банку «Аерофлот» |
|                   |  | 1998 — 1999       |  | Юрист у девелоперській компанії ST Group |
|                   |  | 1999 — 2001       |  | Студент факультету «Фінанси і кредит» Фінансової академії при уряді РФ |
| 2000 — 2010       |  | 2000 — 2007       |  | Член партії «Яблуко» [⇨] |
|                   |  | 2003              |  | Керівник московської виборчої кампанії Яблука на виборах у Держдуму |
|                   |  | 2004              |  | Виконавчий секретар створеного при «Яблуці» Комітету захисту москвичів, що виступав проти ущільнювальної забудови |
|                   |  | 2004 — 2007       |  | Заступник голови, керівник апарату московського відділення «Яблука» |
|                   |  | 2005              |  | Кандидат у депутати Мосміськдуми за списком «Яблуко — Об'єднані демократи» |
|                   |  | 2005              |  | Один з організаторів молодіжного громадського руху «ТАК! — Демократична Альтернатива», координатор проєктів «ТАК! за свободу ЗМІ!» і «Міліція з народом» |
|                   |  | 2006              |  | Один із творців проєкту «Політичні дебати» |
|                   |  | 2006 — 2007       |  | Член федеральної ради «Яблука» |
|                   |  | 2007              |  | Організатор програми «Бійцівський клуб» на каналі ТВЦ |
|                   |  | 2007              |  | Один з організаторів руху «Народ» [⇨] |
|                   |  | 2007              |  | Виключений із партії «Яблуко» |
|                   |  | 2008              |  | Почав займатися інвест-активізмом [⇨] |
|                   |  | 2009              |  | Організатор (разом із російською версією журналу Forbes) проєкту по захисту прав міноритарних акціонерів — Центру захисту акціонерів |
|                   |  | 2009              |  | «Приватна особа року» («Відомості»), «людина року» (біржове огляд «Stock In Focus») [⇨] |
|                   |  | 2009 — 2010       |  | Позаштатний радник губернатора Кіровської області Микити Бєлих |
|                   |  | 2009              |  | Отримав статус адвоката |
|                   |  | 2009              |  | Зареєстрував юридичну фірму «Навальний і партнери» |
| 2010 — 2012       |  | 2010              |  | Переміг на «віртуальних виборах мера Москви» (45 % голосів) |
|                   |  | 2010              |  | Запустив проєкт «РосПил» [⇨] |
|                   |  | 2011              |  | «Найкорисніший для суспільства ресурс» (РосПил, Deutsche Welle); кращий російськомовний блог (LiveJournal, голосування читачів); «Людина року» в номінації «Головний редактор» (GQ)                                                                                                 |
|                   |  | 2011              |  | Назвав «Єдину Росію» «партією шахраїв і злодіїв» [⇨] |
|                   |  | 2011              |  | Організував збір коштів для «РосПилу» через платіжну систему «Яндекс-гроші» |
|                   |  | 2011              |  | Порушено справу «Кировлеса» [⇨] |
|                   |  | 2011              |  | Учасник мітингу на проспекті Сахарова проти фальсифікацій на виборах |
|                   |  | 2012              |  | Член списку ста найвпливовіших людей світу (Time) |
|                   |  | 2012              |  | Створив Фонд боротьби з корупцією [⇨] |
|                   |  | 2012 — 2013       |  | Член ради директорів «Аерофлоту» |
|                   |  | 2012              |  | Справа «Кировлеса» закрито за відсутністю складу злочину і знову порушено |
|                   |  | 2012              |  | Один із лідерів «маршу мільйонів», в'язень совісті (Transparency International) |
|                   |  | 2012              |  | Отримав найбільшу кількість голосів на виборах Координаційної ради опозиції (більш як 43 тисячі) |
|                   |  | 2012              |  | Порушено справу «Ів Роше» [⇨] |
| 2013 — сьогодення |  | 2013              |  | Винесено перший вирок у справі «Кировлеса»; народна схід проти вироку; заміна реального строку умовним |
|                   |  | 2013              |  | Друге місце на виборах мера Москви (27 % голосів) [⇨] |
|                   |  | 2013 — сьогодення |  | Голова партії «Народний альянс» (згодом — «Партія прогресу») [⇨] |
|                   |  | 2014              |  | Винесено вирок у справі «Ів Роше»; Олег Навальний засуджений до 3,5 років колонії загального режиму |
|                   |  | 2015              |  | Випущено фільм «Чайка» [⇨] |
|                   |  | 2016              |  | ЄСПЛ визнав перший вирок у справі «Кировлеса» таким, що порушує право Навального на справедливий судовий розгляд; Верховний Суд РФ скасував вирок і відправив справу на новий розгляд; захист Навального подав скаргу на невиконання рішення ЄСПЛ до комітету міністрів Ради Європи |
|                   |  | 2016              |  | Оголосив про бажання брати участь у президентських виборах — 2018 і почав передвиборну кампанію [⇨] |
|                   |  | 2017              |  | Винесено другий вирок у справі «Кировлеса» |
|                   |  | 2017              |  | Випущено фільм «Він вам не Дімон» [⇨] |
|                   |  | 2017              |  | Організував масові протести проти корупції [⇨] |
|                   |  | 2017              |  | Один із 25 найвпливовіших людей в Інтернеті (Time) |
|                   |  | 2017              |  | ЄСПЛ визнав вирок у справі «Ів Роше» довільним і необґрунтованим |
|                   |  | 2020              |  | 20 серпня екстрена госпіталізація в Омську, а згодом у Німеччині, впав у кому через отруєння |

### Родина

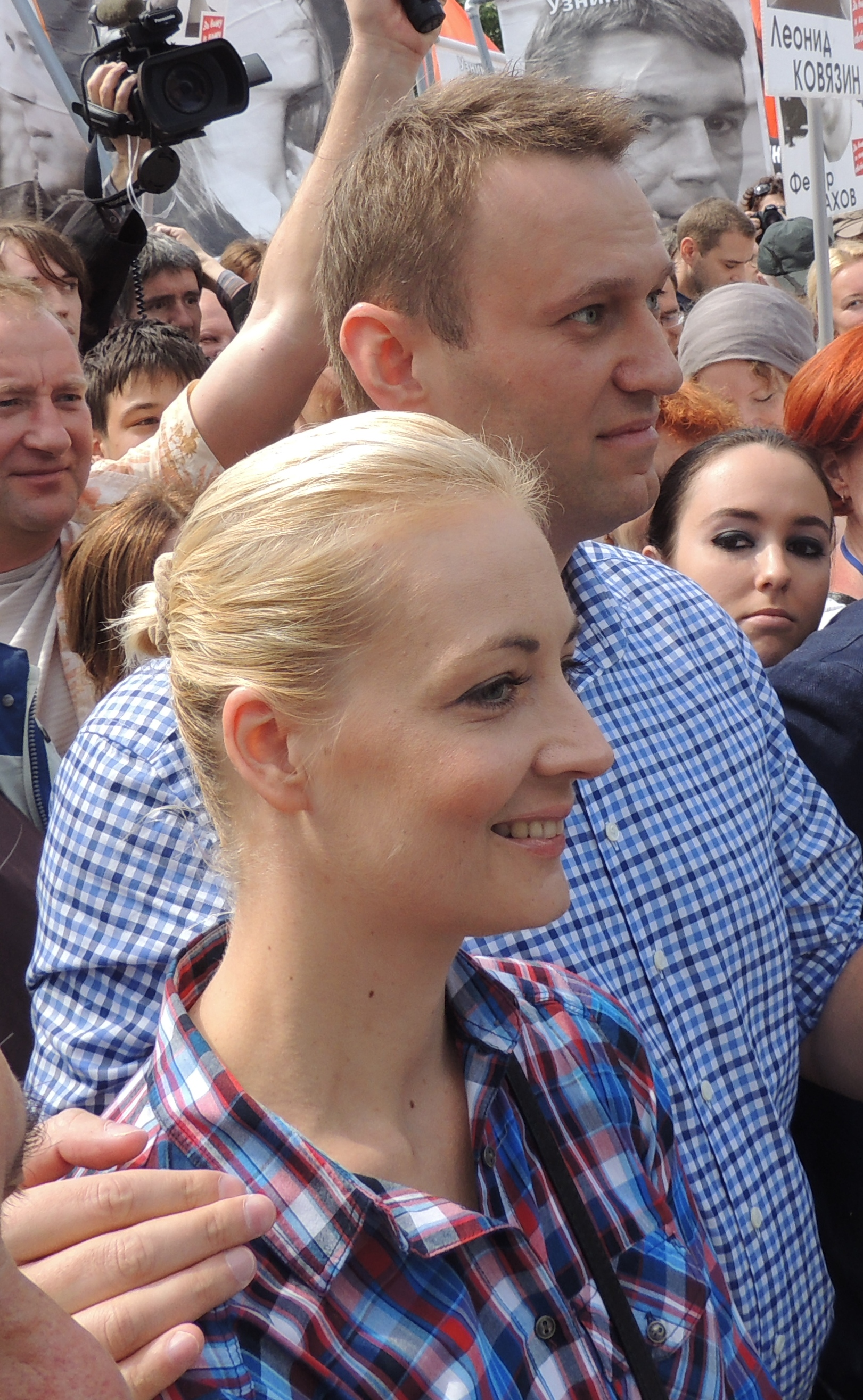
Олексій з дружиною Юлією

Батьки Навального володіють «Кобяковською фабрикою з лозоплетіння» в Одинцовському районі. Батько — Анатолій Іванович Навальний (нар. 28 січня 1947), народився і закінчив школу в Заліссі (раніше Чорнобильський район, зараз Вишгородський район, Київська область) Української РСР, після закінчення Київського військового училища зв'язку отримав призначення під Москвою. Дід — Іван Тарасович — був теслею і майже все життя, як і його дружина Тетяна Данилівна, пропрацював у місцевому колгоспі.
Мати — Людмила Іванівна (нар. 4 квітня 1954), походить зі сільської місцевості з-під Зеленограда Московської області, навчалася в Московському інституті управління імені Серго Орджонікідзе, працювала лаборанткою в Зеленоградському НДІ мікроприладів, 1975 року вийшла заміж за Анатолія Івановича Навального, після закінчення інституту працювала економістом, з 1987 року — заступником директора з економіки.
Брат — Олег Анатолійович Навальний (нар. 9 квітня 1983), до травня 2013 року — заступник директора компанії «Автоматизовані сортувальні центри», філія «Пошти Росії», перший заступник директора компанії експрес-доставки EMS Russian Post.
Дружина — Юлія Борисівна Навальна (до шлюбу Абросимова; нар. 24 липня 1976) — економістка. Двоє дітей: дочка Дарина (нар. 2001; з 2019 року — студентка Стенфордського університету) і син Захар (нар. 2008).
Двоюрідна сестра — Марина Іванівна Навальна (нар. 3 лютого 1971) — лінгвіст, журналіст, доктор філологічних наук, професор. Депутат Переяславської міської ради чотирьох скликань (2002—2015 і знову з 2020).
2013 року в ефері українського телеканалу «Інтер» Навальний сказав, що є наполовину росіянином, наполовину — українцем, зазначивши, що, «напевно, більше українець за своїми якимсь коріннями і генетикою». Тоді ж політик повідомив, що більшість його родичів живуть в Україні. До 1986 року всі вони проживали в Київській області, де щоліта проводив і сам Навальний, але після аварії на Чорнобильській АЕС частина рідні переїхала в інші райони України. За словами його дядька, більш ніж половина родичів Навального проживає в Заліссі і Переяславі-Хмельницькому.
Станом на 2015 рік Навальний проживав у московському районі Мар'їно.

### Освіта
1993 року, у віці 17 років, Навальний закінчив Алабінську середню школу у військовому селищі Калинінець в околицях підмосковного села Тарасково.
1998 року, у віці 22 років, закінчив юридичний факультет Російського університету дружби народів. Наступного року заочно вступив на факультет фінансів і кредиту Фінансової академії при Уряді РФ (спеціальність «Цінні папери і біржова справа»), який закінчив 2001 року.
2010 року за рекомендацією Гаррі Каспарова, Євгенії Альбац, Сергія Гурієва і Олега Цивінського проходив піврічне навчання в Єльському університеті за програмою «Yale World Fellows».

### Робота і бізнес
Володів 25 % сімейного підприємства ТОВ «Кобяковська фабрика з лозоплетіння» (в Одинцовському районі Московської області) в рівних частках разом із батьком, матір'ю і братом. Пізніше від частки у фірмі позбувся. Деякий час працював у банку «Аерофлот».
1997 року (у віці 21 рік, ще будучи студентом РУДН) заснував ТОВ «Несна», основним видом діяльності фірми були заявлені перукарські послуги. Деякий час «Несна» здавала «нульові» баланси, а потім була продана.
Тоді ж, 1997 року, зареєстрував ще одну фірму, ТОВ «Аллект». У 1998—2005 роках обіймав посаду заступника директора з юридичних питань у цій компанії. На думських виборах 2007 року фірма «Аллект» була агентом партії Союз правих сил із розміщення реклами. Усього СПС закупив через «Аллект» реклами на 99 млн рублів, Навальний із цього отримав комісію в 5 %, тобто 5 млн рублів. Станом на 2011 рік ТОВ «Аллект» знаходилося у стадії ліквідації.
У 1998—1999 роках працював у девелоперській компанії «СТ-груп» Шалви Чигиринського. Поміж іншого займався валютним контролем і антимонопольним законодавством й одночасно почав вчитися у Фінансовій Академії біржової справи і цінних паперів.
2000 року, разом із друзями з юридичного факультету РУДН, відкрив фірму «Н. Н. Секьюритиз». Навальний був власником 35 % акцій цієї компанії і займав у ній пост головного бухгалтера. «Н. Н. Секьюритиз» торгувала цінними паперами на біржі, у підсумку ця компанія збанкрутувала. За словами Навального, граючи на біржі, він програв «ті деякі гроші», що у нього були.
2001 року Навальний виступив співзасновником ТОВ «Євроазійські транспортні системи». Фірма займалася логістикою, заробляючи на автомобільних вантажоперевезеннях.
2006 року був ведучим програми «Містобудівні хроніки» на радіостанції «Ехо Москви».
2009 року Навальний склав кваліфікаційний іспит в адвокатській палаті Кіровської області. 2010 року Навальний перевівся у Московську міську адвокатську палату. Згідно з Банком рішень арбітражних судів у свою юридичну практику брав участь в 11 справах в арбітражних судах, причому тільки у двох із них особисто, а в інших випадках від його імені виступали його представники Д. В. Волов, А. В. Глушенков і В. Д. Кобзєв.
2009 року Навальний заснував ТОВ «Навальний і партнери», 2010 року цю компанію ліквідовано.
Одним із перших клієнтів стала його сімейна Кобяковська фабрика (власники брат і батьки Навального), за роботу з якої він за відомостями газети «Відомості» отримав 750 000 рублів 2010 року.
У листопаді 2011 року виконавчий директор «Американського інституту сучасної Росії» і колишній адвокат ЮКОСу Павло Івлєв найняв Навального для надання юридичних послуг, виплачуючи тому гонорар у розмірі 10 тис. доларів у місяць.
У лютому 2012 року Національний резервний банк (НРБ) Олександра Лебедєва (володіє 15 % компанії «Аерофлот») висунув Навального кандидатом у раду директорів «Аерофлоту». Навальний погодився стати директором, заявивши, що, якщо його оберуть, він зосередиться на корпоративному управлінні та антикорупційній діяльності. 25 червня 2012 року Навальний увійшов до ради директорів «Аерофлоту» згідно з рішенням річних зборів акціонерів. За Навального віддали 787 млн голосів, що при загальній кількості голосів в 12,1 млрд штук становить 6,5 % (голоси НРБ і ряду інших міноритаріїв). Навальний увійшов до складу Комітету з кадрів і винагород Ради директорів «Аерофлоту». У лютому 2013 року повідомлено, що Навальний не був висунутий кандидатом у новий склад ради директорів «Аерофлоту».
Після вступу до законної сили вироку зі справи «Кировлеса» 16 листопада 2013 року Адвокатська палата Москви позбавила Навального статусу адвоката.
17 липня 2013 офіційно зареєстрований кандидатом на виборах мера Москви.

## Діяльність
Навальний є міноритарним акціонером у низці провідних (і одночасно близьких до влади) російських компаній і його діяльність була, зокрема, спрямована на те, щоби зробити функціонування цих компаній якомога прозорішим. Така прозорість є вимогою закону, проте підозрювані у шахрайстві топменеджери цих компаній усіляко уникали прозорості у своїй діяльності. Інші напрями його діяльності стосувалися порушень російської правоохоронної системи, як-от справа Сергія Магнітського, нецільове використання бюджетних коштів, якість державних послуг тощо.
Активну громадську діяльність розпочав 2004 року, коли заснував і був одним із керівників «Комітету захисту москвичів» — загальноміського руху противників корупції та порушення прав громадян при здійсненні будівництва в Москві. 2005 року спільно з Марією Гайдар, Наталією Морарь та іншими встав біля витоків Молодіжного руху «ТАК!». Координував проєкт «Міліція з народом». З 2006 року — координатор проєкту «Політичні дебати», шеф-редактор його телеверсії «Бійцівський клуб» (ТВЦ, 2007). Як ведучий «Політичних дебатів», взяв безпосередню участь в інцидентах під час дебатів Марії Гайдар та Едуарда Багірова, а також Максима Кононенка та Юлії Латиніної, що широко висвітлювалось у пресі.
23 червня 2007 став одним зі співзасновників руху «Народ». 2008 року заснував громадську організацію «Союз міноритарних акціонерів», яка займається захистом прав приватних інвесторів. Активно працює над проблемою підвищення прозорості витрат природних монополій. 2009 року був позаштатним радником губернатора Кіровської області, колишнього лідера «Союзу правих сил», Микити Білих. 2009 року виступив співзасновником Фонду підтримки ініціатив губернатора Кіровської області.
У жовтні 2010 Навальний переконливо переміг на віртуальних виборах мера Москви, проведених в інтернеті виданнями Коммерсантъ і Газета.Ru. Він здобув близько 30 000 голосів, або близько 45 % при тому, що другим був кандидат «Проти всіх» з 9 000 голосів (14 %), а третім Борис Нємцов з 8000 голосів (12 %).
У листопаді 2010 Навальний оприлюднив закриті документи щодо аудиту компанії Транснефть. Він стверджував, що оприлюднив скан оригіналу документу. Згідно з блогом Навального близько 4 мільярдів доларів США вкрадено при спорудженні нафтогону «Східний Сибір — Тихий океан» і що ця шахрайська діяльність була координована Володимиром Путіним.
У лютому 2011 в інтерв'ю радіостанції finam.fm Навальний назвав правлячу в Росії партію Єдина Росія, «партією шахраїв і крадіїв» (рос. партия жуликов и воров). У травні 2011-го російська влада відкрила карну справу проти Навального, що її західні медіа широко висвітлили як «помсту», а сам Навальний назвав її «сфабрикованою спецслужбами».

### Вибори до Державної думи РФ (2011), позбавлення волі

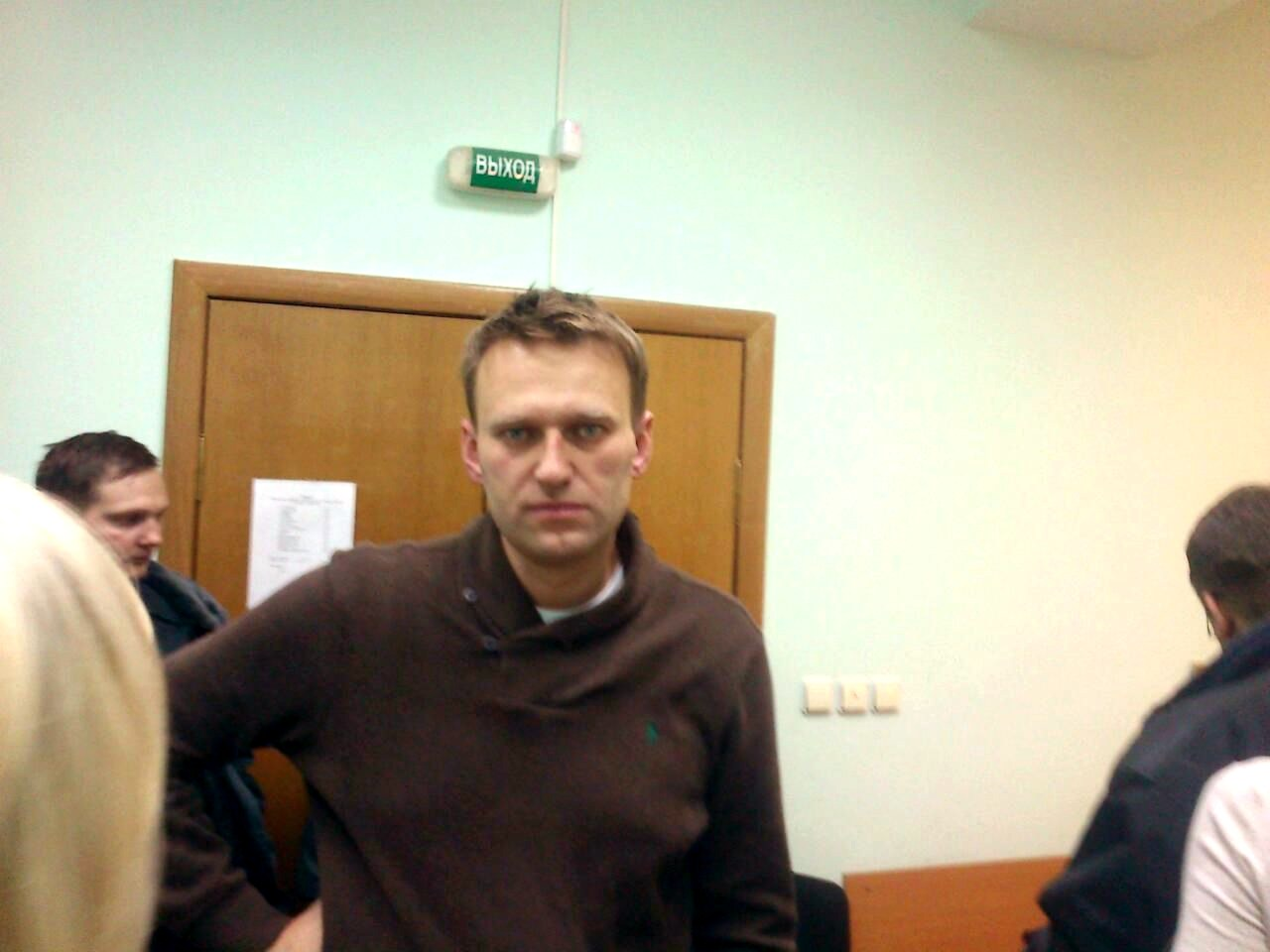
Навальний у суді після арешту, 6 грудня 2011

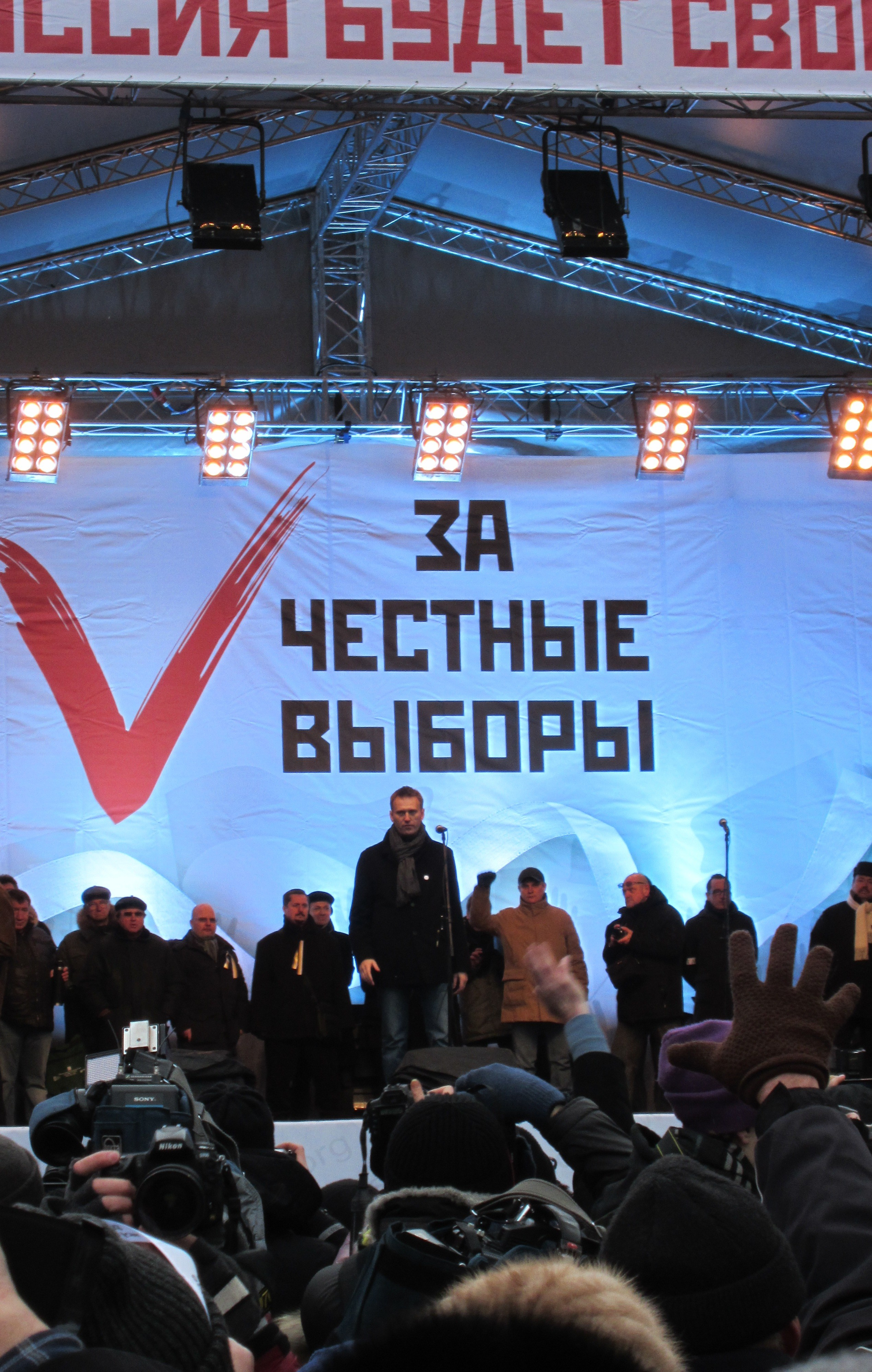
Навальний на мітингу в Москві, пр. Сахарова, 24 грудня 2011

Олексій Навальний неодноразово заявляв, що найприйнятнішим, на його думку, на виборах до Державної Думи 2011-го є голосування «за будь-яку партію, проти Єдиної Росії».
5 грудня 2011 року, наступного дня після виборів, Навальний виступив на санкціонованому владою заході, що проводився рухом «Солідарність» у Москві. Метою мітингу було висловлення незгоди з результатами проведених виборів і звинувачення влади в масштабних фальсифікаціях. Виступаючи перед багатотисячним натовпом, Навальний, зокрема, назвав «Єдину Росію» «партією шахраїв, злодіїв і вбивць». По закінченню заходу він із ще кількома сотнями учасників взяв участь у несанкціонованій ході до будівлі Центральної виборчої комісії Російської Федерації на Луб'янці. Його затримала поліція. Наступного дня відбулося судове засідання, де Навального визнали винним у чиненні опору співробітникам правопорядку і призначили мірою покарання 15 діб адміністративного арешту. Це рішення викликало невдоволення як серед опозиції, так і серед низки відомих адвокатів. Зокрема, зверталася увага, що суд не взяв до уваги пом'якшувальні обставини — наявність двох неповнолітніх дітей на утриманні і відсутність кримінальної історії у Навального. «Міжнародна амністія» визнала Навального в'язнем сумління. Був звільнений з-під варти 21 грудня 2011-го о 02:35; незважаючи на пізній час, на виході його зустрічали численні журналісти та прихильники.
У 2012 році повідомляв, що виступає за геополітичний союз Росії, України та Білорусі, в якому Росія має грати провідну роль.

### Участь у виборах мера Москви (2013)
2013 року на дострокових виборах мера Москви був висунутий кандидатом від партії «РПР — Парнас». Серед передвиборчих гасел — розширити повноваження місцевого самоврядування, вирішувати конфліктні ситуації навколо будь-якого нового будівництва шляхом референдуму місцевих жителів, заборонити виконання лезгинки в публічних місцях вихідцями з Кавказу, натомість дозволити проведення гей-парадів.
За результатами голосування отримав 27,24 % голосів активних виборців (632 697 голосів), набравши більше голосів, ніж Мельников (КПРФ), Мітрохін (Яблуко), Дегтярьов (ЛДПР) та Левич (Справедлива Росія) разом узяті, але поступившись чинному виконувачу обов'язків мера Москви Сергію Собяніну з його 51,37 %.

### Євромайдан
У січні 2014 року партія «Народний Альянс» на чолі з О. Навальним висловила підтримку учасникам Майдану та засудила силовий сценарій придушення акції протесту з боку влади. Також у заяві йшлося, що членство України в Євросоюзі не суперечить інтересам Росії, яка також має рухатися до європейських цінностей.

### Реакція на тимчасову окупацію Криму
Навальний не підтримував захоплення Росією Криму, нагадуючи про зобов'язання Росії гарантувати територіальну цілісність України в обмін на відмову останньої від ядерної зброї, а також про те, що у 2005 році президент Росії Володимир Путін виступав проти перегляду кордонів, сформованих після розпаду СРСР. 20 березня 2014 Газета The New York Times опублікувала статтю Навального, в якій він просив ввести додаткові санкції проти «внутрішнього кола Путіна», зокрема Навальний закликав західні країни заморозити фінансові активи та конфіскувати власність великих російських бізнесменів. Фонд боротьби з корупцією Навального підготував розширений список осіб для санкцій з боку Євросоюзу. Цей документ був опублікований на сайті Альянсу лібералів та демократів за Європу.
У жовтні 2014 року в інтерв'ю на радіо «Эхо Москвы» Навальний, як і Ходорковський заявив, що хоча Крим незаконно окуповано з грубими порушеннями міжнародного права, але Навальний вважає його частиною Росії, що залишиться нею і в найближчому майбутньому до складу України не повернеться. Відповідаючи на запитання, чи поверне він півострів Україні, якщо стане президентом, він заявив: «Крим — це що, бутерброд із ковбасою, чи що? Його туди-сюди повертати…».
У травні 2015 року в ефірі програми Російської служби Радіо Свобода заявив, що «анексія Криму є порушенням Росією її зобов'язань згідно з Будапештським меморандумом і міжнародним правом», а також ударом по створеній Кремлем концепції «русского мира».

### Арешт 2014 року
30 грудня 2014 року Навального засуджено на 3,5 роки в'язниці умовно та оштрафовано на 4,4 мільйона рублів. За версією слідства, Навальні начебто викрали в шахрайський спосіб 26,7 мільйона рублів у ТОВ «Ів Роше Схід» і 4,4 мільйона рублів у ТОВ «Багатопрофільна процесингова компанія», а потім легалізували ці кошти, переказавши їх на рахунки Кобяковської фабрики з лозоплетіння, підконтрольної їхнім родичам. Але всупереч домашньому арешту опозиціонер поїхав на Манежну площу, де проходив мітинг на його підтримку. У соцмережах акцію назвали «Революцією олів'є», але вже на мітингу Навальний був заарештований поліцією. Державний департамент США засудив вирок братам Навальним, назвавши його «спрямованим на придушення і покарання політичного активізму», а в Євросоюзі назвали вирок політично мотивованим. 5 січня стало відомо, що Навальний відмовився дотримуватися режиму домашнього арешту та розрізав електронний браслет, вважаючи свій арешт незаконним.
8 жовтня 2015 року Олексію Навальному знову обмежили право виїжджати за кордон через те, що він відмовився добровільно погасити борг у розмірі 4,5 мільйона рублів. Представник УФССП Росії по Москві Тимур Коробіцин повідомив, що "в Управлінні Федеральної служби судових приставів по Москві ведеться виконавче провадження про стягнення солідарної заборгованості з Олексія та Олега Навальних у розмірі більш як 4 млн 490 тис. рублів на користь ТОВ «Багатопрофільна Процесингова Компанія».

### Антикорупційні розслідування
2 березня 2017 року на сайті Фонду боротьби з корупцією О. Навального опубліковано фільм-розслідування про резиденції прем'єр-міністра Росії Дмитра Медведєва під назвою «Він вам не Дімон». У розслідуванні розповідалося, що на пов'язані з Медведєвим фонди були переведені як мінімум 70 мільярдів рублів грошима та майном. У фільмі Навального розповідалося про те, що прем'єр-міністр Росії пов'язаний із рядом об'єктів нерухомості: маєток у Петербурзі, дві ділянки біля моря в Краснодарському краї, резиденція в Курській області, ділянка біля села Маслово на Рубльово-Успенському шосе, садиба Міловка у Плесі, садиба у селищі Знам'янське на Рубльовці. Також у розслідуванні зазначалося, що пов'язаний із Медвєдевим офшор володіє двома яхтами. Лише вартість рубльовської резиденції Медведєва оцінюється в 5 мільярдів рублів. У фільмі стверджується, що все майно придбано на хабарі від олігархів і кредити від держбанків.
19 квітня, виступаючи зі звітом у Держдумі РФ, Медведєв, відповідаючи на запитання депутата Комуністичної партії РФ М. Коломейцева про обвинувачення в корупції з боку Навального, відповів, що не коментуватиме «брехливих продуктів політичних пройдисвітів».
В кінці березня та на початку квітня в Росії відбулись акції протесту проти корупції. 27 березня, за даними Навального, по всій Росії на протести вийшло понад 80 тис. осіб. Мітинги відбулись у 82 містах. Станом на 23:30 того ж дня кількість затриманих активістів у Москві становила приблизно 1200 осіб. Під час акцій Навального теж затримали, засудили до 15 діб за непокору співробітникам правоохоронних органів та оштрафували на 20 тисяч рублів за «організацію незаконної акції».
Окрім розслідування про майно Дмитра Медведєва, він також здійснив розслідування про майно та корупційні діяння інших російських урядовців та бізнесменів: генерального прокурора Юрія Чайки, бізнесмена Алішера Усманова, бізнесмена Євгена Пригожина, голови державного підприємства «Роснафта» Ігоря Сєчина, Першого заступника Прем'єр-міністра Ігоря Шувалова, мера Нижнього Новгорода Івана Корніліна, тощо.

### Напад 27 квітня 2017 року
27 квітня 2017 року молодий чоловік облив Навального зеленою фарбою після виступу на форумі в Москві. Це був другий напад на Навального із зеленкою. Перший стався 20 березня того ж року в Барнаулі. 30 квітня заявив, що його око, на яке потрапила зеленка, може повністю перестати бачити, і висловив думку, що до зеленки підмішали іншу їдку речовину. В організації нападу звинуватив адміністрацію президента Росії.
2 травня повідомив, що після нападу на нього око внаслідок «хімічного опіку середньої тяжкості» втратило 80 % зору, але висловив сподівання, що його вилікують.
3 травня у ЦВК Росії заявили, що Навальний не зможе балотуватися на президентських виборах у 2018 році через непогашену судимість.

### Розслідування щодо зв'язку заступника прем'єр-міністра РФ Приходька з Дерипаскою
На початку лютого 2018 року Навальний опублікував розслідування про заступника прем'єр-міністра РФ Сергія Приходька, який 2016-го відпочивав на яхті з олігархом Олегом Дерипаскою та жінками з ескорт-сервісу. Викрити керівника апарату Медведєва щодо зв'язку з олігархом вдалося завдяки дівчині з «ескорту», яка раніше навідалась до його офісу разом зі знімальною групою пропагандистів з «Life News». Тоді дівчина на ім'я «Настя Рибка» оголосила «секс-полювання» на опозиціонера та пообіцяла зайнятись із ним сексом, а також зняти це на відео.
Вивчивши її сторінку в Instagram, команда Навального виявила відео, де знято її з Дерипаскою, Приходьком та дівчатами на дорогій яхті. Приходька у РФ називають «сірим кардиналом» — він був радником Єльцина, Путіна, а потім очолив Апарат уряду і став заступником Медведєва. Крім постів у соцмережах Рибка написала книгу про зваблення мільярдера, в якому описала спільний вояж із Дерипаскою та Приходьком, змінивши їхні прізвища. Вона писала, що подорож відбулася до Гренландії у серпні 2016-го. Аналіз фото довів, що для вояжу Дерипаска та Приходько обрали Норвегію. Норвезькі ЗМІ теж писали про відпочинок мільярдера.
Навальний зазначив, що Дерипаска катав на своїй яхті чиновника найвищого рангу, оплатив його розваги і переліт до Норвегії, що можна вважати хабарем Приходьку. На одному з відеозаписів Рибки чути, що олігарх і чиновник обговорюють російсько-американські відносини. Це було у самий розпал президентської кампанії в США. Приблизно в цей же час американські журналісти почали підозрювати штаб Трампа у зв'язках із Росією. За даними американських журналістів голова штабу Трампа Пол Манафорт винен гроші російському олігарху, але замість повернення боргу запропонував співпрацю. Цим олігархом виявився Дерипаска, прізвище якого фігурувало у розслідуванні Associated Press. Втім, довести, що Дерипаска є посередником між штабом Трампа і Кремлем журналісти не змогли. Ця історія стала сенсацією не лише в Росії, але й у США. 9 лютого Настя пригрозила написати заяву про групове зґвалтування в правоохоронні органи, якщо олігарх Дерипаска з нею не одружиться.
12 лютого Дерипаска подав у суд на Рибку та Олександра Кирилова (Алекса Леслі), які у своїх соцмережах розмістили приватні фотографії, на яких зображений Дерипаска, а також аудіозаписи його розмов, «зроблені таємно, розкривши деталі його приватного життя». Приходько через розслідування Навального до суду не подав, сказавши, що «досить того, що це зроблять інші люди».

### «Розумне голосування»
У вересні 2019 року напередодні виборів до Московської міської думи, від «Фонду боротьби з корупцією» командно опублікував серію викриттів схем злочинного збагачення депутатів від «Єдиної Росії» та членів їх родин на своєму YouTube каналі. Джерелом розслідувань стали відкриті дані декларацій, реєстри об'єктів нерухомості та майнових прав, реєстраційні дані фірм. У численних агітаційних роликах за власною участю, а також участю Яшина Іллі, Соболь Любові, Кіри Ярмиш, Володимира Мілова майже кожен день виходив випуск-розкриття чергового компромату на представника «Єдиної Росії». Робочий концепт агітації — мінімізувати зайняття місць для депутатів Єдиної Росії у Московській міській думі, куди вони переобирались багато каденцій поспіль, використовуючи схеми злочинного збагачення. Концепт брав до уваги, що багаторічні перевибори кандидатів від «Єдиної Росії» форсувалися з медійного простору — виборці просто не знали інших кандидатів. Як наслідок, проведено серію соціологічних досліджень щодо популярності сторонніх кандидатів від різних партій та імена цих кандидатів були запропоновані виборцям у день голосування як кандидатів від «системи розумного голосування». Незважаючи на численні порушення 8 вересня та перереєстрацію-приховування депутатів від ЄР як самовисуванців, недопущення та зняття багатьох опозиційних кандидатів, приховування екзитполів, «система розумного голосування» привела до 24 міських муніципалітетів численних депутатів інших партій і визнана успішною опозиціонерами.

### Отруєння і розслідування
20 серпня 2020 року Навального госпіталізували до лікарні швидкої медичної допомоги № 1 Омська після того, як йому стало зле у літаку з Томська до Москви. Він перебував без свідомості в реанімації й був підключеним до апарату штучної вентиляції легень.
21 серпня, за даними УМВС Омської області, в організмі Навального виявили промислову хімічну речовину, однак її концентрацію встановити не змогли (2-етилгексил дифеніл фосфат).
22 серпня Навального літаком перевезли з Омська до Німеччини, де в клініці «Шаріте» в Берліні йому проведуть широку діагностику. Олексій Навальний отримав офіційний статус «гостя канцлера» Ангели Меркель.
24 серпня німецькі лікарі зробили висновок, що Навального ймовірно отруїли речовиною групи «холінестерази». Станом на цей день, він досі лишався у штучній комі без загроз для життя, але лікарі припускали довгострокові наслідки для здоров'я.
2 вересня лабораторія ЗС Німеччини (Бундесверу) знайшла в організмі Навального сліди отрути з групи «Новичок». МЗ України засудило отруєння Навального. Сліди бойової речовини знайшли не тільки в організмі, але й речах Навального, включно з пляшкою води.
6 вересня глава британського МЗС Домінік Рааб заявив про причетність Кремля до отруєння Навального.
7 вересня Олексія вивели зі стану штучної коми, його стан покращився, його почали поступово відключати від апарату штучної вентиляції легенів.
14 вересня ще дві лабораторії (з Франції та Швеції) підтвердили отруєння Навального саме «Новичком».
14 вересня Олексія відключили від апарату ШВЛ, він може вставати із ліжка.
15 вересня Олексій опублікував перше фото в Інстаграм із повідомленням, що він нарешті може дихати сам, без апарату штучного дихання.
23 вересня Навального виписали із лікарні. Під час лікування Навального конфіденційно відвідувала Ангела Меркель.
13 листопада подав позов до прессекретаря президента Росії Пєскова «про захист честі, гідності, ділової репутації щодо громадян та юридичних осіб». На початку жовтня Навальний заявив, що до його отруєння причетне керівництво Росії, на що Пєсков повідомив, що з Навальним працюють співробітники ЦРУ США, які дають йому якісь інструкції.
Приблизно через місяць, 14 грудня, Навальний опублікував відео, у якому оприлюднив результати журналістського розслідування агенції «Bellingcat» та ряду видань про виконавців, керівників і замовника замаху на нього та попередніх спроб отруєння хімічною речовиною «Новичок». Відео отримало десятки мільйонів переглядів і його оприлюднення обіцяє принести путінському режиму нові клопоти.

### Кримінальна справа 2021 року

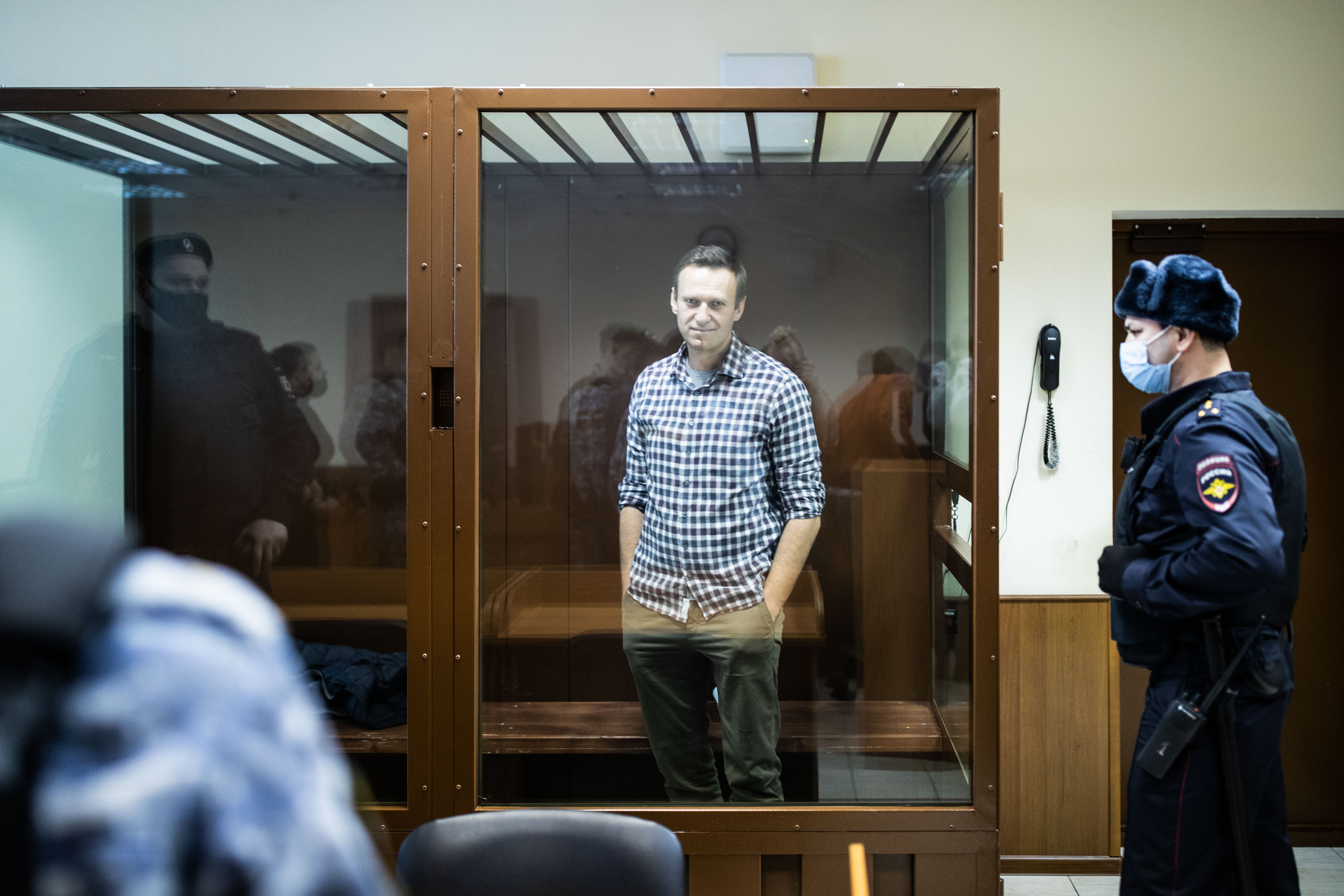
Після повернення у Росію, 20 лютого 2021 року

В лютому Навального було засуджено на 2 роки та 8 місяців ув'язнення у справі «Ів Роше».
Також 20 лютого 2021 року Навальному винесли вирок ще у одній справі — щодо "наклепу" на ветерана Німецько-радянської війни Гната Артеменка, йому присудили штраф.

## Судові переслідування
З початку 2010-х років проходить обвинуваченим, свідком і підслідним по ряду кримінальних, адміністративних і арбітражних справ. По ряду справ винесені і вступили у чинність обвинувальні вироки.
18 липня 2013 року визнано Ленінським районним судом міста Кірова винним у розкраданні майна в особливо великих розмірах державної компанії «Кировлес» і засуджений до п'яти років колонії загального режиму. Його звинуватили у тому, що в 2009, перебуваючи на посаді радника губернатора Кіровської області, він вступив у змову з директором «Вятської лісової компанії» Петром Офіцеровим та організував розкрадання лісу на суму понад 16 млн рублів (понад 3,8 млн грн). Олексія взято під варту в залі суду і поміщений у СІЗО, однак вже на наступний день Кіровський обласний суд змінив запобіжний захід на підписку про невиїзд, внаслідок чого Навальний був звільнений. Прихильники Навального, а також найбільші правозахисні організації, ряд експертів і іноземних держав засудили вирок, назвавши його політично мотивованим. Згідно з опитуваннями Левада-Центру, 46 % опитаних росіян пов'язують переслідування опозиціонера з його антикорупційною діяльністю, а 32 % респондентів вважають, що його судили «у зв'язку з його незаконними діями на посаді радника губернатора Кіровської області». Своє ставлення до вироку на зустрічі з учасниками форуму «Селігер» висловив президент РФ Володимир Путін, назвавши його «дивним». 16 жовтня Кіровський обласний суд змінив звинувачувальний вирок Навальному, призначивши умовний строк.
2013 року почалася також активна частина процесу зі справи «Ів Роше»[⇨], за яким 30 грудня 2014 року суд засудив Олексія Навального до 3 років і 6 місяців умовно, а його брата Олега за такою же справою, але вже до реального строку. 28 лютого 2014 року Басманний суд змінив запобіжний захід Навальному з підписки про невиїзд на домашній арешт строком до 28 квітня: йому заборонили залишати межі своєї квартири без дозволу слідчого, користуватися телефоном, поштою та інтернетом, спілкуватися Навальний може тільки зі своїми родичами. Згодом домашній арешт регулярно продовжували, до 15 лютого 2015 року.
20 лютого 2015 року Навальний був підданий адміністративному арешту на 15 діб за несанкціоновану агітацію в метро.
2 лютого 2021 року Московський суд у справі «Ів Роше» — про «шахрайство» ухвалив відправити Навального до колонії загального режиму. За рішенням суду Олексій Навальний проведе в колонії загального режиму 2 роки і 8 місяців. Адвокат Навального Вадим Кобзєв повідомив журналістам, що захист оскаржить рішення суду.

### Логотип «РосПилу»
Зображення двоголового орла з двома пилами в лапах на логотипі проєкту «РосПил» стало причиною заяв у правоохоронні органи про передбачувану наругу над гербом Росії. 2010-го заяву в міліцію подав житель Пензи, але в порушенні кримінальної справи відмовлено за відсутністю події злочину. 2011 року тотожну заяву в Генпрокуратуру РФ подав депутат Держдуми РФ від «Єдиної Росії».

### Позов від Владлена Степанова
18 квітня 2011 року Олексій Навальний у своєму блозі оприлюднив повідомлення, в якому цитувалися висліди розслідування фонду Hermitage Capital Management про причетність підприємця Владлена Степанова до розкрадання грошових коштів, а також вбудовано відео, створене на основі цього розслідування. 29 липня Степанов подав на Навального до суду позов про захист честі, гідності та ділової репутації і зажадав компенсації моральної шкоди в розмірі одного мільйона рублів. 17 жовтня 2011 суд ухвалив рішення задовольнити позов частково і стягнути з Навального 100 тисяч рублів, зажадавши від нього опублікування спростування інформації.
З 2011 по 2018 рік, Навальний був 10 разів засуджений до адміністративних арештів. Усього цей час він провів у спецприймачі 192 дні. За підрахунками Deutsche Welle, час, проведений Навальним за ґратами, різко збільшився в 2017 році і в 2018 році склав 80 діб. З 2011 по 2019 рік Навальний провів під арештом 474 дні (232 у спецприймачі і 242 під домашнім арештом).

### Після отруєння та повернення у Росію
2 лютого 2021 року Симонівський суд Москви замінив Навальному умовний термін 3 роки 6 місяців у справі «Ів Роше» на реальний з відбуванням колонії загального режиму протягом 2 років і 8 місяців. ЄСПЛ та міжнародні правозахисні організації Amnesty International та Меморіал, деякі лідери західних країн, а також низка російських та зарубіжних ЗМІ визнали вирок політично мотивованим. У травні 2021 року правозахисна організація Amnesty International надала Навальному статус «в'язень совісті».
У жовтні 2021 року Європейський парламент присудив Навальному премію імені Сахарова, головну нагороду Євросоюзу в галузі прав людини. У 2022 році номінований на Нобелівську премію миру.

### Після початку російського вторгнення в Україну
22 березня 2022 року Лефортівський суд Москви засудив Навального до дев'яти років позбавлення волі в колонії суворого режиму за звинуваченнями в шахрайстві в особливо великому розмірі та неповазі до суду.
4 серпня 2023 року Московський міський суд засудив Навального ще до 19 років позбавлення волі в колонії особливого режиму за звинуваченнями у створенні екстремістської спільноти, фінансуванні екстремістської діяльності та закликах до екстремізму в інтернеті.
Станом на грудень 2023 року Навальний відбувавав покарання у виправній колонії № 3 у селищі Харп Ямало-Ненецького автономного округу.

## Смерть
Навальний помер 16 лютого 2024 року під час ув'язнення у виправній колонії № 3 у селищі Харп в Ямало-Ненецькому окрузі Росії. За даними Федеральної служби виконання покарань, Навальний втратив свідомість під час прогулянки, медики колонії та швидка не змогли його реанімувати, констатувавши смерть.
|  | 16 лютого 2024 року у виправній колонії № 3 засуджений Навальний О. О. після прогулянки відчув себе погано, практично одразу знепритомнівши. Негайно прибули медичні працівники закладу, було викликано бригаду швидкої медичної допомоги. Проведені всі необхідні реанімаційні заходи, які позитивних результатів не дали. Лікарі швидкої медичної допомоги констатували смерть засудженого. |

Слідче управління СК Росії по Ямало-Ненецькому АО організувало перевірку. Адвокат Навального Леонід Соловйов, який відвідував Навального 14 лютого 2024 року, відмовився коментувати інформацію УФСВП з огляду на рішення сім'ї політика, та повідомив, що тоді було «все нормально».
Тіло Олексія Навального видали його матері Людмилі лише 24 лютого 2024 року. До цього слідчий комітет намагався поставити їй ультиматум — або вона погоджується на таємні похорони сина без публічного прощання, або Олексія Навального поховають на цвинтарі, де колонія, в якій відбував він термін. Людмила Навальна відмовилась виконувати ці вимоги.
25 лютого керівник ГУР Буданов заявив, що Навальний дійсно помер від тромбу. Напередодні соратники Навального заявили, що не можуть знайти у Москві приміщення для проведення церемонії прощання з політиком через відмову ритуальних агентств та майданчиків надавати їм таку послугу. Директор ФБК Іван Жданов повідомив, що прощання з Навальним та похорон планувалося провести 29 лютого, проте «швидко з'ясувалося», що до цієї дати «немає жодної людини, яка могла б викопати могилу». Іван Жданов припустив це з тим, що саме цього дня російський диктатор Путін виступить із посланням до Федеральних зборів. За даними CNN, російський олігарх Абрамович брав участь у переговорах щодо великого обміну полоненими, де також могли обміняти й Навального.
1 березня 2024 року політика було поховано на Борисовському кладовищі, а відспівування відбувалося в храмі ікони Божої Матері «Утамуй мої печалі» в Мар'їно на південному сході Москви. Було затримано понад сто людей.
Згодом стало відомо, що олігарх Роман Абрамович намагався організувати обмін полоненими, в якому мав бути Навальний.

### Наслідки, розслідування
23 лютого США запровадили масштабні санкції проти Росії за війну в Україні та смерть Навального. Зокрема, було запроважено санкції щодо 500 російських об'єктів. 
19 лютого МЗС Німеччини викликало російського посла в Берліні Сергія Нечаєва через смерть Навального.
7 березня 2024 року ЄС запропонував ввести нові санкції через смерть Навального. Канада розширила список санкцій щодо росіян, зокрема, включивши туди керівника управління ФСВП з Ямало-Ненецького автономного округу Ігоря Ракитіна. 1 березня схожі санкції запровадила Австралія. У червні Канада запровадила додаткові санкції проти 13 росіян.
У вересні 2024 року стало відомо, що журналісти отримали доступ до численних документів, пов'язаних зі смертю Навального. Серед них виявили документи, що вказували на його можливе отруєння. За даними російського видання The Insider, серед документів було два варіанти постанови про відмову в порушенні кримінальної справи. З другої та фінальної версії зникли слова про те, що перед смертю Навальний скаржився на біль у животі, блювоту й судоми. Згідно з одним із документів, зі справи було вилучено зразки блювотних мас.

## Зв'язок з Україною
Батько Навального українець родом з села Залісся на Київщині. Сам Навальний заявляв про себе, що він є наполовину українцем і наполовину росіянином, а більша частина родичів живе в Україні. Також під час Бучанської різанини було вбито родича Навального.

## Погляди

### Щодо російсько-грузинської війни
У 2008 році Навальний прийняв жорстку позицію проти Грузії та Саакашвілі у російсько-грузинській війні 2008 року, у дописі щодо війни він назвав грузинів «гризунами», хоча і сказав згодом, що «жалкує» з цього приводу.
Був прихильником визнання незалежності створених РФ квазідержавних утворень, а саме: Придністров'я, Абхазії та Південної Осетії.
Пізніше він повністю змінив свою позицію. Наприклад, у заклику звільнити Михайла Саакашвілі у 2023 році Навальний згадав свою позицію щодо війни 2008 року та попросив вибачення, заявивши, що йому «дуже соромно» за свої минулі коментарі/

### Щодо російсько-української війни
У липні 2017 року Навальний заявив, що в разі обрання президентом Росії, він проведе в окупованому Криму «чесний референдум» та зробить спроби «нормалізувати ситуацію». «До цього референдуму і до тристоронньої комісії спільно з Європейським союзом ми постараємося залучити Україну. Чесно кажучи, от якщо не лукавити, я сумніваюся, що Україна визнає цей референдум», — сказав Навальний.
9 червня 2017 року Навальний визнав, що на Донбасі воюють російські війська і пообіцяв вивести їх, якщо стане президентом Росії. Також він пообіцяв у випадку перемоги на президентських виборах виконати російську частину Мінських угод і передати Україні контроль над кордоном та зазначив, що через дії Путіна Росія отримала в особі України державу, де 40 мільйонів осіб будуть довго вороже ставитися до Росії. Водночас Навальний зазначив, що після виведення російських військ більшій частині жителів Донбасу необхідно надати амністію та гарантії, що вони не піддаватимуться незаконним репресіям.
31 травня 2018 року опублікував звернення до російської влади із закликом звільнити ув'язненого у Росії українського режисера Олега Сенцова, наголосивши, що він не є терористом, а його справа повністю сфальсифікована.
В листопаді 2019 року Навальний заявив, що ситуація з окупованим Кримом не має простих рішень: «Те, що сталося 14-го року, — це були незаконні речі. Але ми зайшли в ту частину політики, коли простих рішень не буває. Там є два мільйони людей із російськими паспортами. Тобто вже якийсь незрозумілий фарш. Цей фарш назад не провернеш».
24 лютого 2022 року різко засудив російське вторгнення в Україну. На думку Навального, це вторгнення розпочали, щоб відвернути увагу громадян Росії від внутрішніх проблем та прикрити їхнє пограбування з боку влади. Під час війни Навальний змінив свою позицію щодо Криму та заявив, що кордони України визначені конституцією 1991 року, і Росія має їх визнати. З початку російського вторгнення в Україну члени його політичної партії «Росія майбутнього» регулярно публікують у соцмережах Навального антивоєнний контент із закликами до безумовної перемоги України.

## Висловлювання
| У мене батько з-під Чорнобиля, і кожне літо я проводив у бабусі в селі Залісся, у декількох кілометрах від міста. Якби аварія трапилася в червні, я був би там. Аби не піднімати паніку, усіх колгоспників — і наших родичів також — відправили на картоплю, копатися в радіоактивному пилу. Лише згодом їх стали відселяти. Це була реальна всесвітня катастрофа, в якій я і мої рідні були жертвами. Оригінальний текст (рос.) У меня отец из-под Чернобыля, и каждое лето я проводил у бабушки в деревне Залесье, в паре километров от города. Если бы авария случилась в июне, я был бы там. Чтобы не поднимать панику, всех колхозников — и наших родственников тоже — отправили на картошку, копаться в радиоактивной пыли. Только потом их стали отселять. Это была реальная вселенская катастрофа, в которой я и мои родные были жертвами.[207] |
| Мій найяскравіший спогад дитинства — це річка Уж, яка впадає в Прип'ять, висока круча і ластівчині гнізда.Оригінальний текст (рос.) Мое самое яркое воспоминание детства — это речка Уж, которая впадает в Припять, высокая круча и гнезда ласточкины.[207] |
| Еміграція — питання відповідальності. Хтось уважає, що це форма відповідальності перед дітьми: виїхати, аби дітям жилося краще. Але мені здається, що відповідальність — це як раз зробити так, аби мої діти захотіли лишитися тут.Оригінальний текст (рос.) Эмиграция — вопрос ответственности. Кто-то считает, что это форма ответственности перед детьми: уехать, чтобы детям жилось лучше. Но мне кажется, что ответственность — это как раз сделать так, чтобы мои дети захотели остаться здесь. |
| Для боротьби з корупцією необхідні дві головні умови — політична конкуренція і вільні ЗМІ.Оригінальний текст (рос.) Для борьбы с коррупцией необходимы два главных условия — политическая конкуренция и свободные СМИ.[207] |
| Я до «Єдиної Росії» ставлюся погано. «Єдина Росія» — це партія шахраїв і злодіїв.Оригінальний текст (рос.) Я к «Единой России» отношусь плохо. «Единая Россия» — это партия жуликов и воров.[207] |
| Ті речі, які я не можу контролювати, я волію ігнорувати.Оригінальний текст (рос.) Те вещи, которые я не могу контролировать, я предпочитаю игнорировать.[207] |
| Корупціонери, чиновники, що присмокталися до бюджетів охорони здоров'я на всіх рівнях, вони вбивають дітей. Щодня, щорічно в сто разів більше, ніж рятують всі разом узяті благодійності.Оригінальний текст (рос.) Коррупционеры, чиновники, присосавшиеся к бюджетам здравоохранения на всех уровнях, они убивают детей. Ежедневно, ежегодно в сто раз больше, чем спасают все вместе взятые благотворительности[208]. |
| У Путіна лише один амбітний план: померти у своєму ліжку, побувавши довічним президентом Росії.Оригінальний текст (рос.) У Путина лишь один амбициозный план: умереть в своей постели, побывав пожизненным президентом России[209]. |
| Влади в країні немає взагалі. Є тільки ОЗП, що в результаті збігу обставин опинилася в певних кабінетах.Оригінальний текст (рос.) Власти в стране нет вообще. Есть только ОПГ, в результате стечения обстоятельств оказавшаяся в определенных кабинетах.[210] |

## Критика
За даними російських ЗМІ, 2013 року Навальний став об'єктом масової критики так званих тролів із Ольгіного, створених для здійснення російської владної пропаганди. На думку російського блогера Олександра Сотника, «Навальний — людина Чемезова», хоча сам ФБК провів проти Чемезова окреме розслідування, назвавши його «жуліком».